# 通称
通称（つうしょう）とは、正式な名称ではないが、特定の人や物、事象に対する呼び名として世間一般において通用している語のことである。別名（べつめい）とも、俗称（ぞくしょう）ともいう。

## 人名
人名としての通称は「通り名」「二つ名」「異名」「字」などと呼ばれる事もある。近世までは実名、本名は「諱」と呼ばれ、公言は避ける習慣があった。そのため、人を呼ぶ時は「仮名」「字」などの通称、官職名を用いるのが一般的だった。今日でも「総理」「大臣」「社長」「専務」などと呼びかけに使うのがこれにあたる。
現代日本における通称としては、小説家や漫画家の「ペンネーム」、芸能人や歌手、俳優などの「芸名」、視聴者参加型ラジオ番組における常連投稿者（いわゆる「ハガキ職人」）の「ラジオ・ネーム」、力士の「四股名」、プロボクサーをはじめとする格闘家の「リングネーム」、プロ野球選手の「登録名」、落語家の「高座名」、風俗系の飲食接客業における「源氏名」、博徒の「渡世名」、テキヤの「稼業名」、極左社会主義活動家のバンダル・ネーム、その他、宗教団体における「クリスチャン・ネーム」「戒名」「ホーリー・ネーム」などがある。政治家も、本名とは違う名前（婚姻前の苗字、若しくは芸名やペンネーム）で議員活動をする事がある。公職選挙法施行令第88条第8項では、男女問わず通称を「本名に代えて本名以外の呼称で本名に代わるものとして広く通用しているもの」としている。
日本では改名には家庭裁判所の許可が必要なため、実名、本名とは別の名を用いたい者が通称を使う場合がある。特に多いのが、婚姻や養子縁組によって戸籍上の姓が変わった者が、それまでの顧客との関係を保つために職業上では旧姓を名乗り続けるようなケースである。国立大学夫婦別姓通称使用事件の東京地裁判決では、通称も「人が個人として尊重される基礎となる法的保護の対象たる名称として、その個人の人格の象徴となりうる可能性を有する」とした。
また戸籍上の姓名に旧字体や俗字が使われている場合、手書きで書く際に簡略化して新字体や正字体に置換えた表記を日常的に使用している人は多い（廣澤→広沢、渡邊→渡辺、櫻井→桜井、寶田→宝田、齋藤・齊藤→斉藤、兒玉→児玉、山縣→山県、猪瀨→猪瀬、髙﨑→高崎など）。役所のコンピュータシステムはこのような字体を処理出来ない仕様となっている場合もあり、データ電子化の際に職権変更されてしまうこともある。
日本に在住する外国人は、自治体への登録を条件に、自国語における名と異なる日本名（通名）を公的書類や契約に有効に使用しうることが実務上の取り扱いとなっている。
性同一性障害を持つ人が通称を使用する場合があり、この場合やむを得ないと判断された場合は保険証に通称の記載が認められている。

## 事物

### 地名等
正式地名でなくとも、かつての旧地名が慣習的に残ったり、特徴からくる俗称で呼ばれる場所や地域がある。著名な例として東京の羽田空港（正式名：東京国際空港）、吉原（同：台東区千束3-4丁目）や大阪のキタ（梅田、曽根崎周辺）、ミナミ（道頓堀・難波・千日前一帯）、飛田新地（西成区山王3丁目一帯）、「ジャンジャン横丁」（同：南陽通商店街）等。
日本の鉄道においては、運転系統に対して通称が使用されることがある。2つ以上の鉄道路線をまたぐ運転系統においては、鉄道路線を表す正式名称を使用せず、運転系統の通称のみで一般客に案内されている路線もある。
道路名において、地元で呼ばれる名称。例として、東京都道401号麹町竹平線は通称「内堀通り」、神奈川県道2号東京丸子横浜線は、通称「中原街道」などと呼ばれる。道路愛称も参照。

### 物品
物品等では当該物を開発した製造者の名、製造者が命名した商品名、あるいは略称などが当該物の代名詞となり通称とされる場合が多い。例として「エレクトーン」が「電子オルガン」の通称として、「キャタピラー」が「無限軌道」の通称として広く用いられている。

### 事象
景気の名称は、内閣府による景気基準日付の各景気の拡張（拡大）期間や後退期間によって、マスコミ等が命名して一般的に用いられているが公的に定まっていないため通称である。主な好景気の名称の例として「神武景気」・「岩戸景気」・「いざなぎ景気」・「平成景気（バブル景気）」（四大景気）などと呼ばれている。

## その他

### 英語における記法
英語では「〜として知られる」「〜こと」という意味の表現「also known as」を略した、「aka」「a.k.a.」「a/k/a」という表記を使うことがある。